# X-Men Origins: Wolverine
Pour le jeu vidéo, voir X-Men Origins: Wolverine (jeu vidéo).
Série X-Men
X-Men : L'Affrontement final
(2006) X-Men : Le Commencement
(2011)
Série Wolverine
Wolverine : Le Combat de l'immortel
(2013)
Pour plus de détails, voir Fiche technique et Distribution.
X-Men Origins: Wolverine, ou X-Men les origines : Wolverine au Québec et au Nouveau-Brunswick, est un film de super-héros américain réalisé par Gavin Hood, sorti en 2009.
Il s'agit du premier film dérivé de la franchise X-Men et le premier centré sur le personnage de Marvel, Wolverine. Il met en scène les origines du mutant griffu interprété pour la quatrième fois par l'acteur Hugh Jackman.
Wolverine est un super-héros doté d'une férocité de fauve, de griffes rétractiles et du pouvoir de régénération. Après avoir intégré le programme militaire Weapon X, Wolverine est transformé en arme vivante par une opération recouvrant ses os et ses griffes d’adamantium, un alliage ultra-résistant. Il ne va avoir alors de cesse de retrouver les responsables de la mort de Kayla, la femme qu’il a aimée.
Le film est d’abord sorti en avant-première le 8 avril 2009 à Sydney en Australie, le 27 avril à Buenos Aires et le 28 avril à Mar del Plata en Argentine, avant la sortie mondiale qui eut lieu entre le 29 avril et le 1er mai 2009. En France, sa sortie dans les salles a lieu le 29 avril et cumule 969 755 entrées en première semaine.

## Synopsis

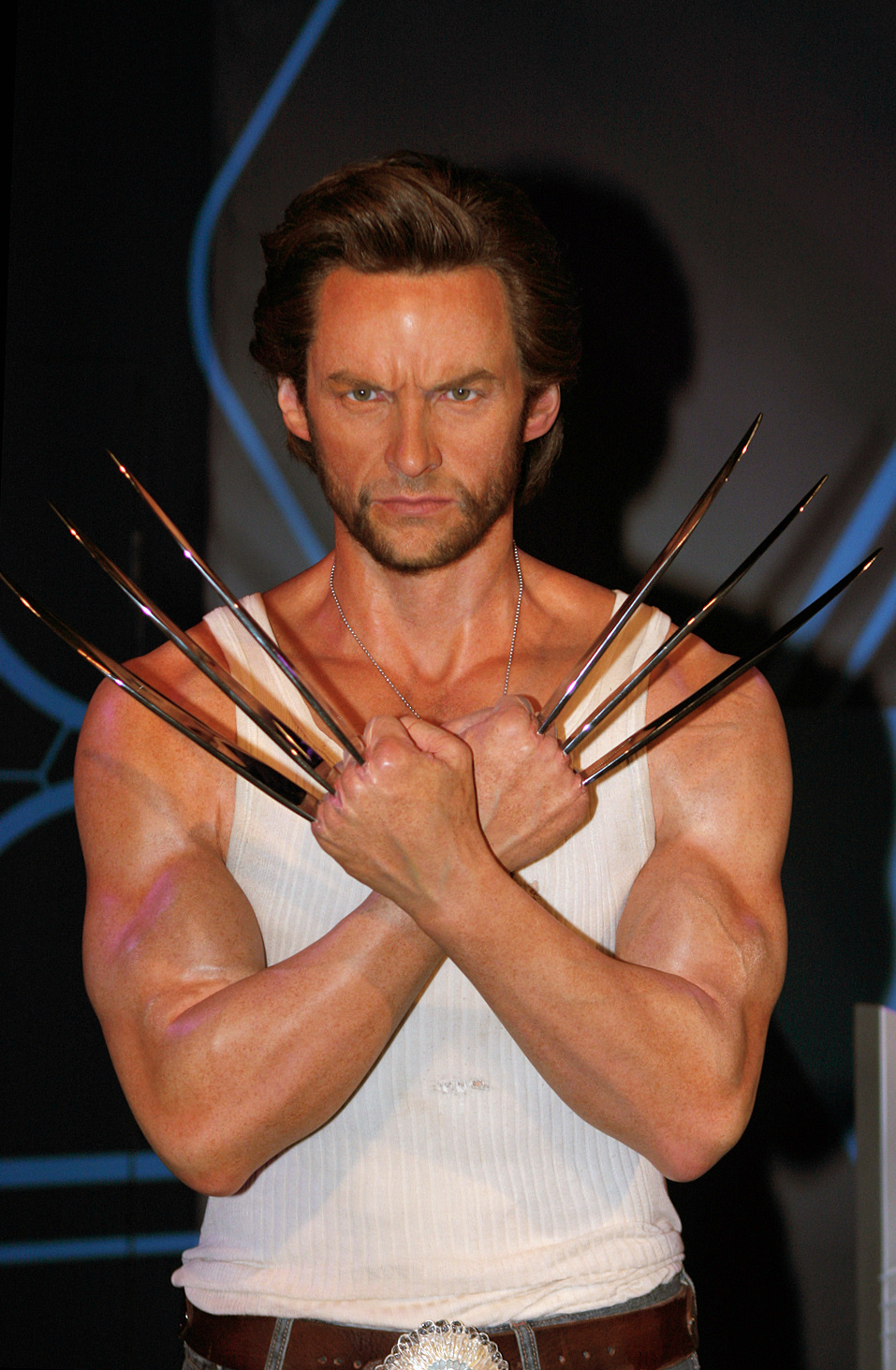
Figure de cire de Hugh Jackman interprétant Wolverine.

En 1845, au Canada, John Howlett est tué par son domestique, Thomas Logan. Le jeune fils Howlett, nommé James, va alors découvrir en même temps sa nature de mutant et sa véritable filiation : sous le coup de la douleur d’avoir perdu son père, des griffes d’os surgissent entre ses phalanges, dont il se sert pour éventrer le meurtrier. Dans un dernier soupir, ce dernier lui confie être son véritable père. Épouvanté par toutes ces révélations, accablé par le regard de sa mère, James Howlett s’enfuit à travers les bois enneigés. Il est rejoint par son frère Victor, mutant lui aussi, qui lui garantit son soutien dans toutes les épreuves à venir.
Protégés des blessures et du vieillissement par leur pouvoir d’autorégénération, les deux frères combattent côte à côte dans le camp nordiste au cours de la guerre de Sécession, dans les rangs américains pendant la Première et la Seconde Guerre mondiale, puis pendant la guerre du Viêt Nam. Là, leur invulnérabilité devient flagrante après qu’ils ont survécu au peloton d’exécution pour rébellion. Le commandant William Stryker leur offre l’amnistie s’ils rejoignent l’équipe de mutants qu’il a constituée, l'Unité X. En font également partie l’Agent Zéro (David North), Deadpool (Wade Wilson), Bolt (Chris Bradley), le Colosse (Frederick J. Dukes) et  Kestrel (Johnny Wraith). James finit par quitter l'équipe, dont il désapprouve les méthodes.
Six ans plus tard, dans les Rocheuses canadiennes, James vit une vie paisible de bûcheron et un amour passionné avec Kayla. Sa compagne l’aide à réfréner l’instinct bestial qui le submerge parfois. Lorsque le colonel Stryker vient le prévenir que ses anciens coéquipiers sont tués les uns après les autres et qu’il pourrait être la prochaine cible, il ne prend pas la menace au sérieux. Peu après, Kayla est sauvagement assassinée par Victor, qui n’a pas pardonné à son frère de l’avoir abandonné. James le poursuit pour le tuer, mais sort vaincu du combat.
William Stryker lui offre alors de le rendre encore plus puissant (le programme Weapon X) en recouvrant son squelette d’adamantium, un alliage de métaux quasi-indestructible provenant d’une météorite. L’opération réussit, au prix d’une incroyable souffrance pour le cobaye. Désormais doté de griffes indestructibles et tranchantes comme des rasoirs, celui qui a adopté le nom de Wolverine, en souvenir d'une histoire indienne racontée par Kayla, est plus que jamais déterminé à se venger, quitte à laisser triompher l’animal en lui. Toutefois, entendant son supérieur parler de le priver de sa vengeance, Wolverine s'enfuit. Peu après, le Général Munson prévient le colonel Stryker que l'Armée a fini par découvrir que son fils était un mutant et qu'il avait tué sa mère, en conséquence de quoi, le projet Weapon X est annulé. Stryker, prenant cet arrêt comme une trahison assassine le général.
Wolverine arrive dans une ferme dont les propriétaires acceptent de l'héberger pour la nuit. Mais au matin, ils sont assassinés par l'Agent Zéro, qui est appuyé par un hélicoptère et deux Humvees. Après une course-poursuite effrénée, Logan élimine finalement toute l'équipe, non sans avoir d'abord obtenu quelques réponses de la part de l'Agent. Il rejoint Kestrel, qui dirige un club de boxe. Il apprend qu'après son départ, l'Unité X s'est mise à chasser des mutants, et que Kestrel n'en pouvait plus. Ce dernier lui explique que Fred (le Colosse) était assez pote avec Zéro, et qu'il sait des choses ; de plus, Fred vient régulièrement chez Kestrel pour s'entrainer et garder la forme. À la suite d'un malentendu, un duel s'engage entre Wolverine et le Colosse, et après la victoire du premier, le Colosse lui révèle que Victor n'a jamais cessé de travailler pour Stryker, et que les mutants qu'ils chassaient finissaient dans d'atroces expériences. Fred ignore où est la base de Stryker, mais connait quelqu'un qui s'en est échappé : Gambit (Rémy Lebeau). Logan part à la recherche de Gambit avec l'aide de Kestrel ; mais alors qu'il le retrouve et se voit contraint de l'affronter à la suite d'un autre malentendu, Kestrel est assassiné par Victor.
Aidé de Gambit, Logan se rend jusqu’à la centrale nucléaire de Three Mile Island, où sont emprisonnés plusieurs jeunes mutants, dont Stryker a synthétisé les pouvoirs pour créer un mutant artificiel : l’Arme XI. Il s’agit en fait de Deadpool (Wade Wilson), remodelé après quelques opérations. Il retrouve également Kayla vivante : elle avait seulement été plongée en léthargie par une substance administrée par Dents-de-sabre (Victor Creed). Il apparaît également que Kayla est une mutante capable de persuader n'importe qui par simple contact. William Stryker s'est ainsi servi de la détresse de James après le décès présumé de Kayla pour lui faire accepter l'idée de devenir son cobaye dans le projet Arme X. Wolverine finit par comprendre que Kayla a été contrainte à ce subterfuge pour sauver sa sœur détenue par Stryker, mais qu'elle l'aime toujours. Malheureusement, elle est blessée lors de sa fuite avec un ensemble de jeune mutants dont Cyclope (Scott Summers) et finira par succomber à ses blessures.
Wolverine réussit à vaincre Deadpool grâce à l'aide inattendue de Victor, mais William Stryker lui tire deux balles en adamantium dans la tête, ce qui lui efface la mémoire, avant de quitter les lieux, persuadé par Kayla, proche de la mort, de marcher pendant une longue distance. Le Professeur X, arrivé entretemps sur les lieux, évacue les jeunes mutants. Quant à Wolverine, il commence à errer sans sa mémoire, oubliant Kayla et son nom, adoptant celui de Logan, conforme à l'inscription sur la plaque militaire autour de son cou.
Scène post-générique
La scène post-générique varie selon la version du film :
- La plus répandue est : dans un bar au Japon, Wolverine boit au comptoir et dialogue avec la serveuse.
- Le Commandant Stryker, errant sur un chemin est rattrapé par une voiture de la police militaire, dont le conducteur l'informe qu'il est convoqué dans le cadre de l'enquête sur le meurtre du Général Munson.
- Une main bouge sous les décombres de la centrale nucléaire de Three Mile Island, cherchant à saisir la tête décapitée de l'Arme XI. Deadpool ouvre les yeux.

## Fiche technique
Sauf indication contraire, les informations mentionnées dans cette section peuvent être confirmées par les bases de données cinématographiques IMDb et Allociné,  présentes dans la section « Liens externes ».
- Titre original et français : X-Men Origins: Wolverine
- Titre québécois : X-Men les origines : Wolverine
- Réalisation : Gavin Hood
- Scénario : David Benioff et Skip Woods, d’après le personnage Wolverine créé par Stan Lee[3], Len Wein, John Romita et Herb Trimpe
- Musique : Harry Gregson-Williams
- Direction artistique : Michael Diner, Brian Edmonds, Ian Gracie, Karen Murphy et Mark Robins
- Décors : Barry Robison
- Costumes : Louise Mingenbach et Shareen Beringer
- Photographie : Donald McAlpine
- Son : David Giammarco, Paul Massey (en), Derek Vanderhorst
- Montage : Nicholas De Toth et Megan Gill (de)
- Production : Lauren Shuler Donner, Hugh Jackman, John Palermo, Ralph Winter et Bryan Singer (non crédité)
  - Production déléguée : Richard Donner, Stan Lee et Avi Arad (non crédité)
  - Production associée : Whitney Thomas
  - Coproduction : Peter MacDonald, Marsha L. Swinton et Louis G. Friedman
- Sociétés de production[4] :
  - États-Unis : Donners' Company, Seed Productions et Bad Hat Harry Productions (non crédité), présenté par Twentieth Century Fox, en association avec Marvel Enterprises et Dune Entertainment
  - Royaume-Uni : produit en association avec Ingenious Film Partners et Big Screen Productions
- Sociétés de distribution : Twentieth Century Fox
- Budget : 150 millions de $[5]
- Pays de production :  États-Unis,  Royaume-Uni
- Langue originale : anglais
- Format[6] : couleur (DeLuxe) - 35 mm / D-Cinema - 2,39:1 (Cinémascope) (Panavision) - son DTS | Dolby Digital
- Genre : action, aventures, science-fiction, super-héros
- Durée : 107 minutes ; 119 minutes (version longue aux États-Unis)
- Dates de sortie[7] :
  - États-Unis : 27 avril 2009 (première mondiale en Arizona)[8] ; 1er mai 2009 (sortie nationale)
  - Royaume-Uni, France, Belgique, Suisse romande : 29 avril 2009[9],[10]
  - Québec : 1er mai 2009[11]
- Classification[12] :
  - États-Unis : accord parental recommandé, film déconseillé aux moins de 13 ans (PG-13 - Parents Strongly Cautioned)[Note 2]
  - Royaume-Uni : les enfants de moins de 12 ans doivent être accompagnés d'un adulte (12A - Suitable for 12 years and over)[13]
  - France : tous publics[14]
  - Belgique : tous publics (Alle Leeftijden)[9]
  - Suisse romande : interdit aux moins de 14 ans[15]
  - Québec : 13 ans et plus (13+ / 13 years and over)[11]

## Distribution
- Hugh Jackman (VF : Joël Zaffarano) : James « Jimmy » Howlett, dit Logan / Wolverine
- Liev Schreiber (VF : Gilles Morvan) : Victor Creed
- Lynn Collins (VF : Danièle Douet) : Kayla / Silver Fox
- Danny Huston (VF : Bruno Dubernat) : Colonel William Stryker
- Ryan Reynolds (VF : Bruno Choël) : Wade Wilson / Deadpool
- Will.i.am (VF : Frantz Confiac) : John Wraith / Kestrel (en)
- Taylor Kitsch (VF : Damien Boisseau) : Remy LeBeau / Gambit
- Dominic Monaghan (VF : Vincent Ropion) : Chris Bradley / Bolt
- Kevin Durand (VF : Frédéric Norbert) : Fred Dukes / Le Colosse
- Daniel Henney : David North / Agent Zéro
- Max Cullen (en) (VF : Jean Lescot) : Travis Hudson
- Julia Blake (en) : Heather Hudson
- Scott Adkins : l’Arme XI (doublure de Ryan Reynolds)
- Tahyna Tozzi (VF : Laura Préjean) : Emma, la sœur de Kayla
- Tim Pocock : Scott Summers / Cyclope
- Patrick Stewart (VF : Pierre Dourlens) : le Professeur X (caméo)
- Asher Keddie (VF : Marie-Laure Dougnac) : Dr. Carol Frost
- Peter O'Brien (VF : Éric Herson-Macarel) : John Howlett, le père adoptif de James
- Aaron Jeffery (en) (VF : Sylvain Lemarié) : Thomas Logan, le père biologique de James
- Daniel Negreanu : lui-même (jouant contre Gambit dans le casino à La Nouvelle-Orléans)
- Stephen Leeder (VF : Michel Ruhl) : Général Munson
- Troye Sivan : Wolverine, jeune

Sources et légende : Version française (V. F.) sur Doublagissimo et RS Doublage

Photos des acteurs principaux
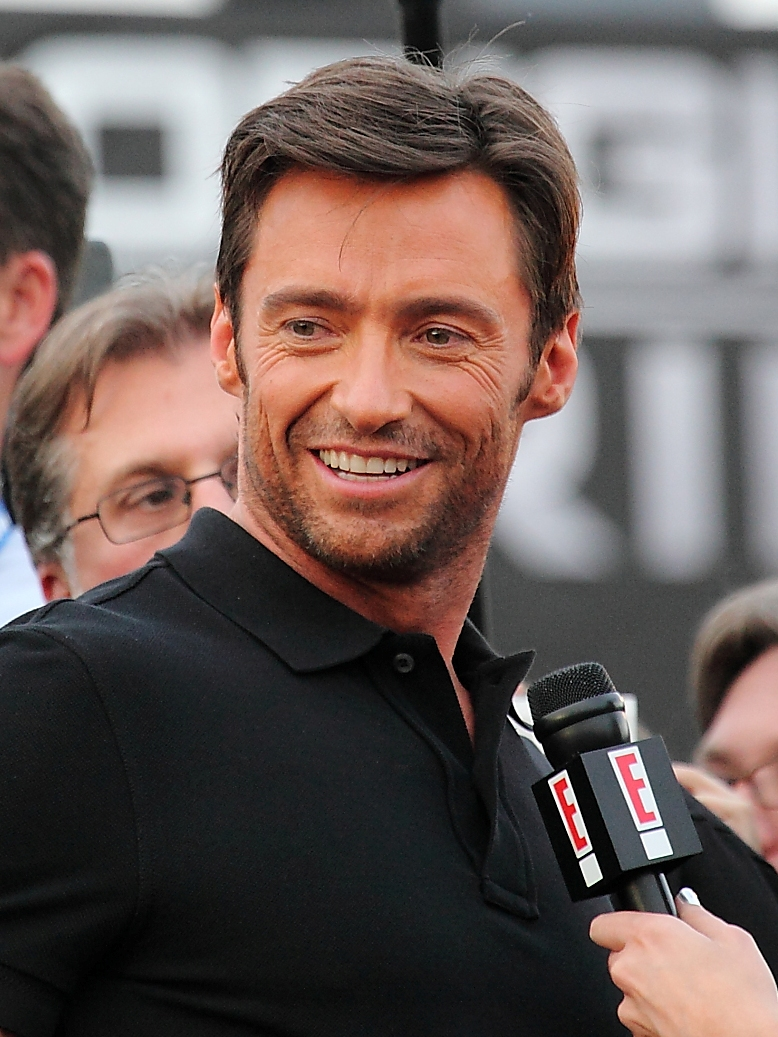
Hugh Jackman interprète James « Logan » Howlett / Wolverine
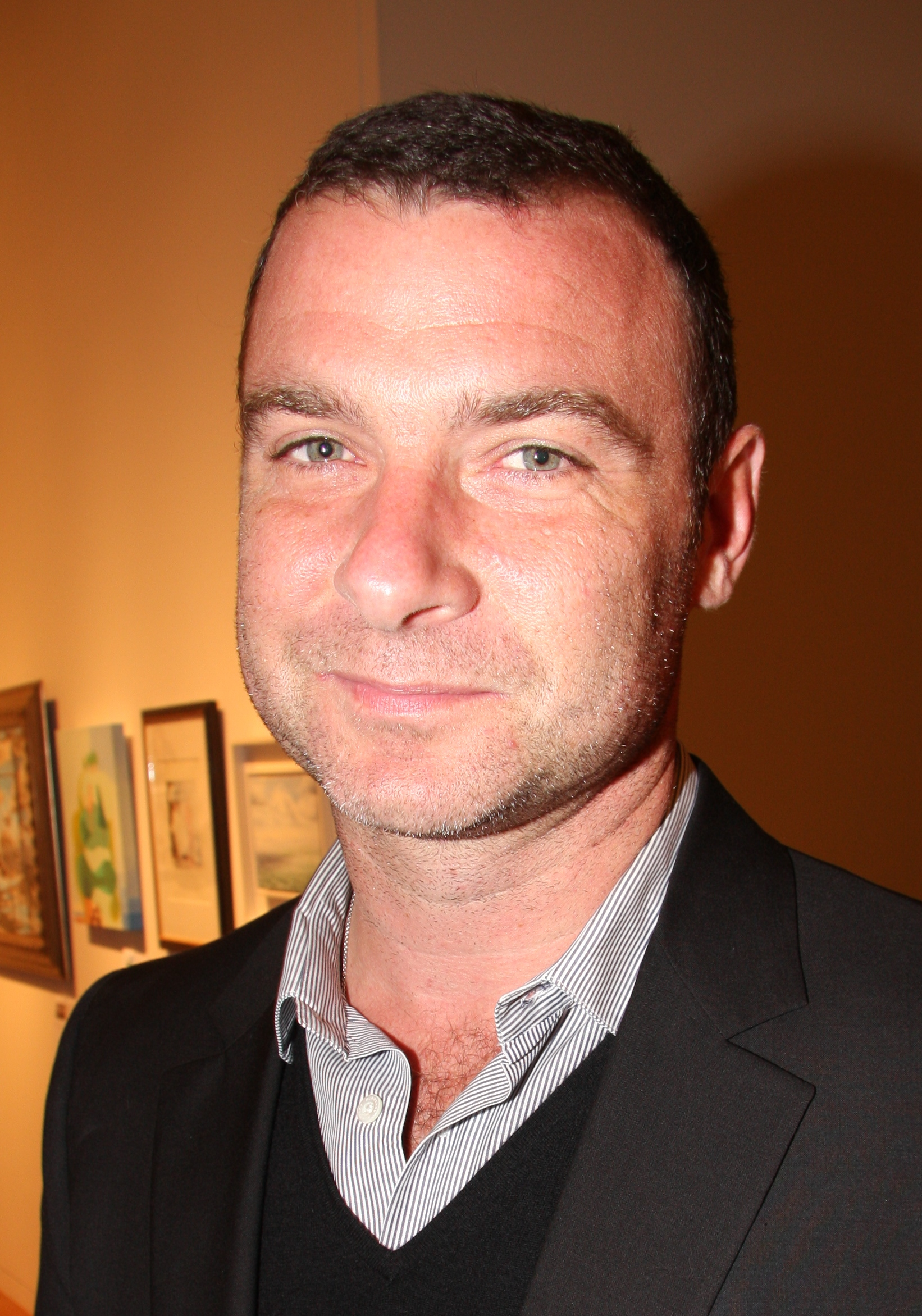
Liev Schreiber interprète Victor Creed / Dents de sabre
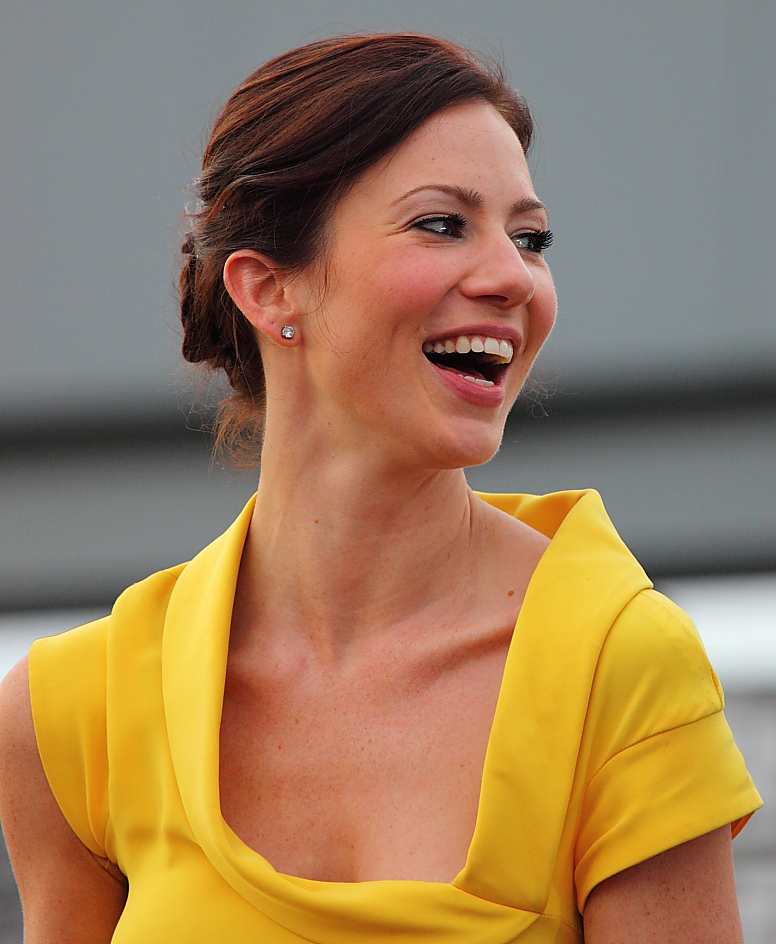
Lynn Collins interprète Kayla / Silver Fox
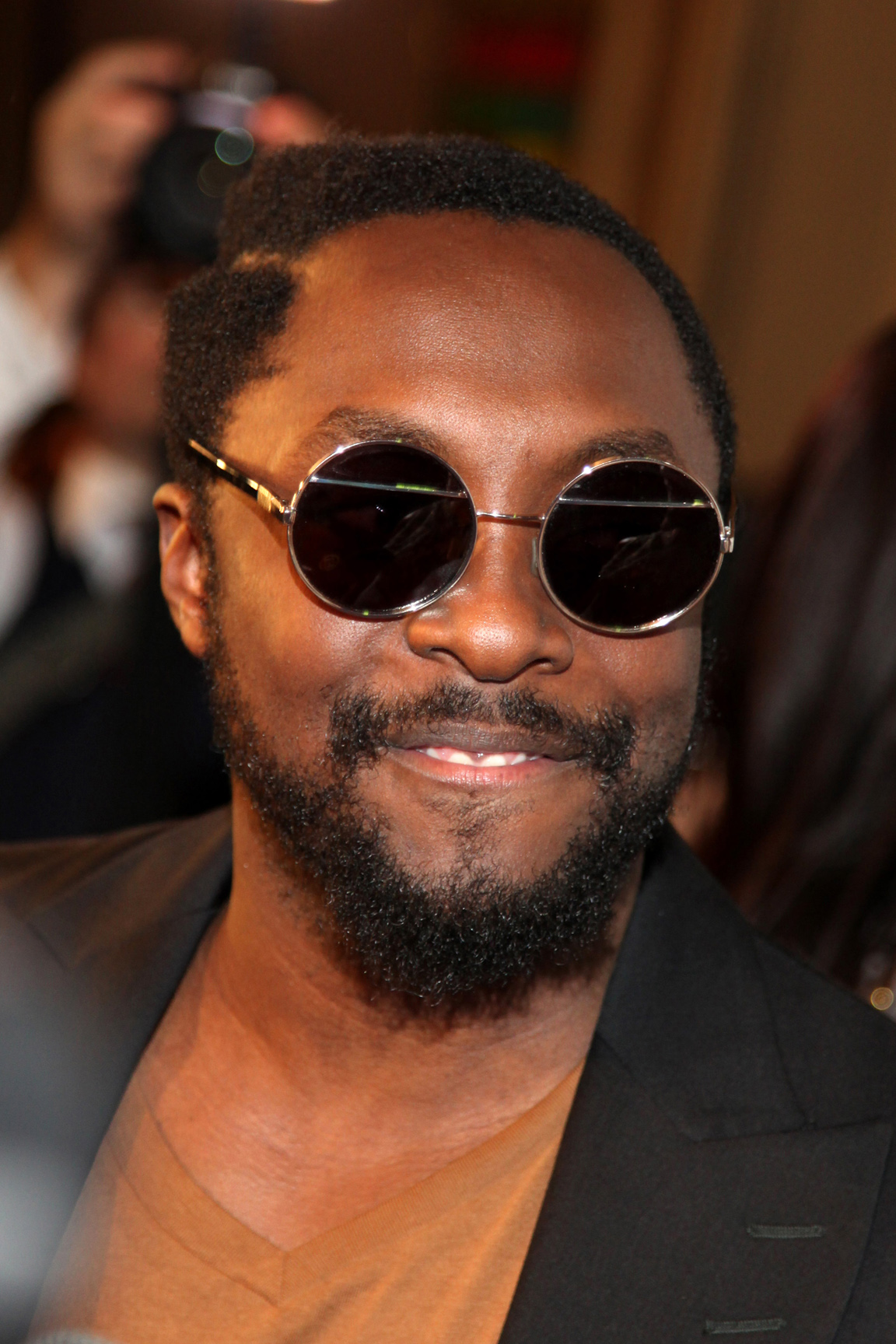
Will.i.am interprète John « Johnny » Wraith / Kestrel
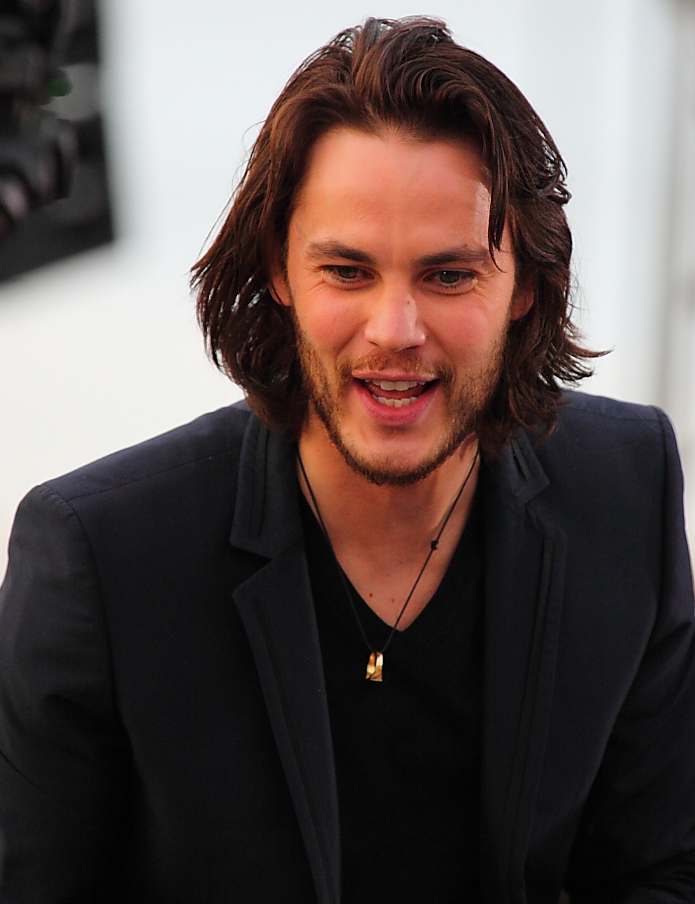
Taylor Kitsch interprète Remy LeBeau / Gambit
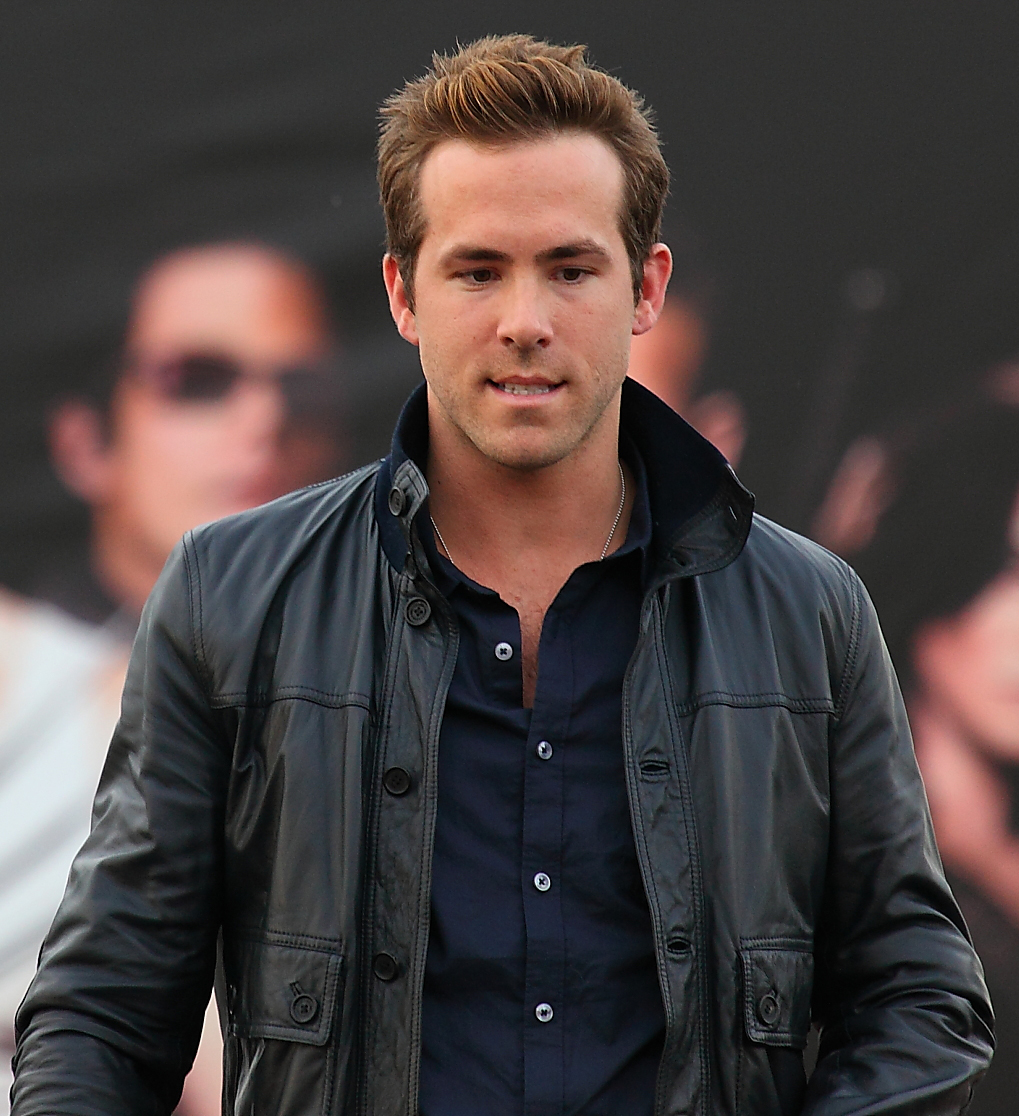
Ryan Reynolds interprète Wade Wilson / Deadpool
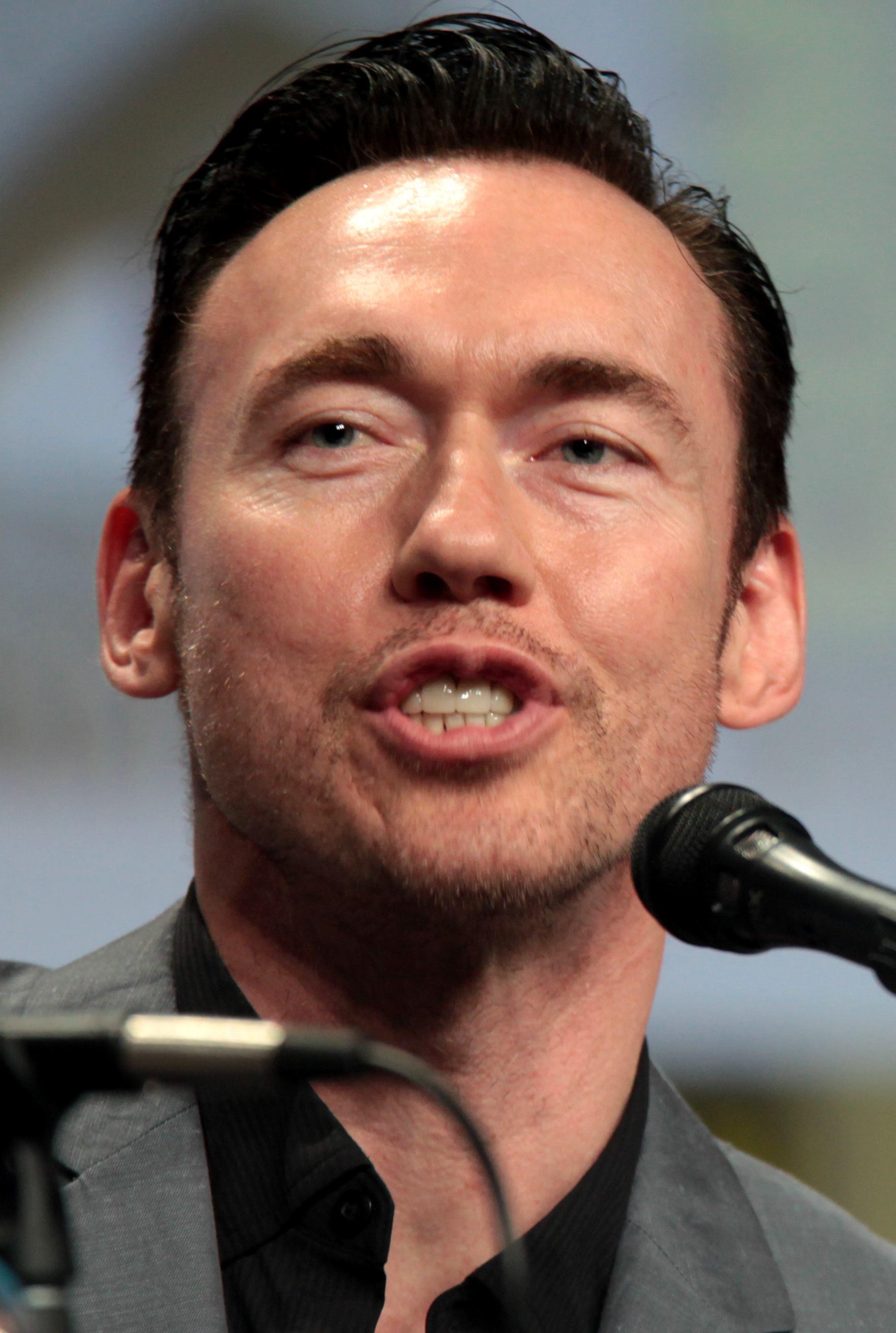
Kevin Durand interprète Fred Dukes / Le Colosse
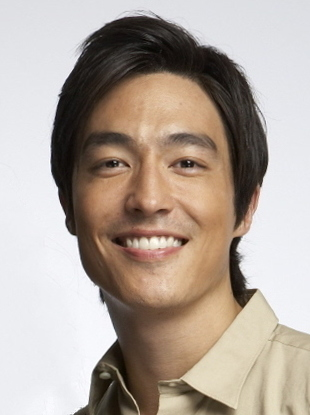
Daniel Henney interprète David North / Agent Zéro
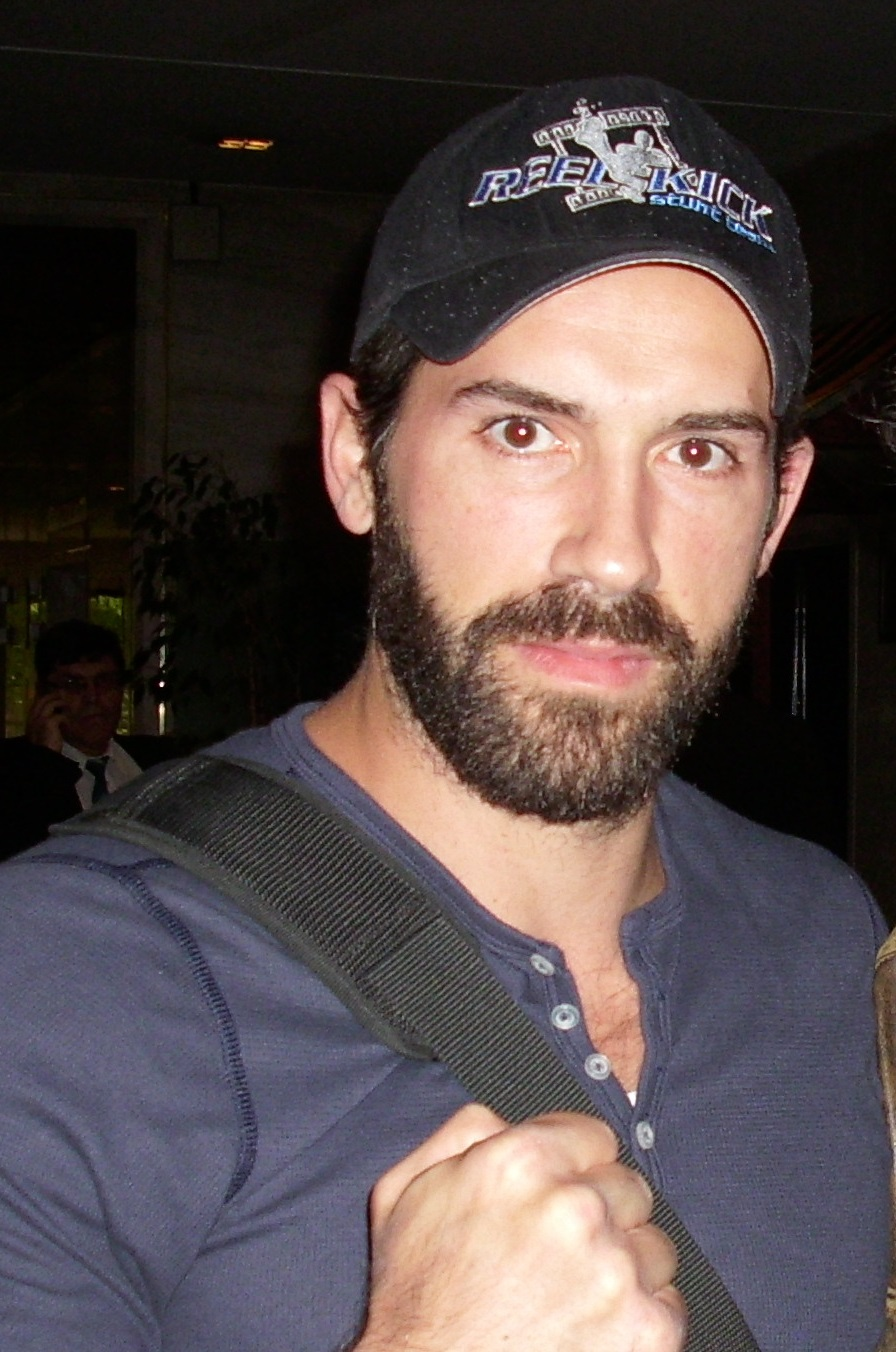
Scott Adkins interprète l’Arme XI
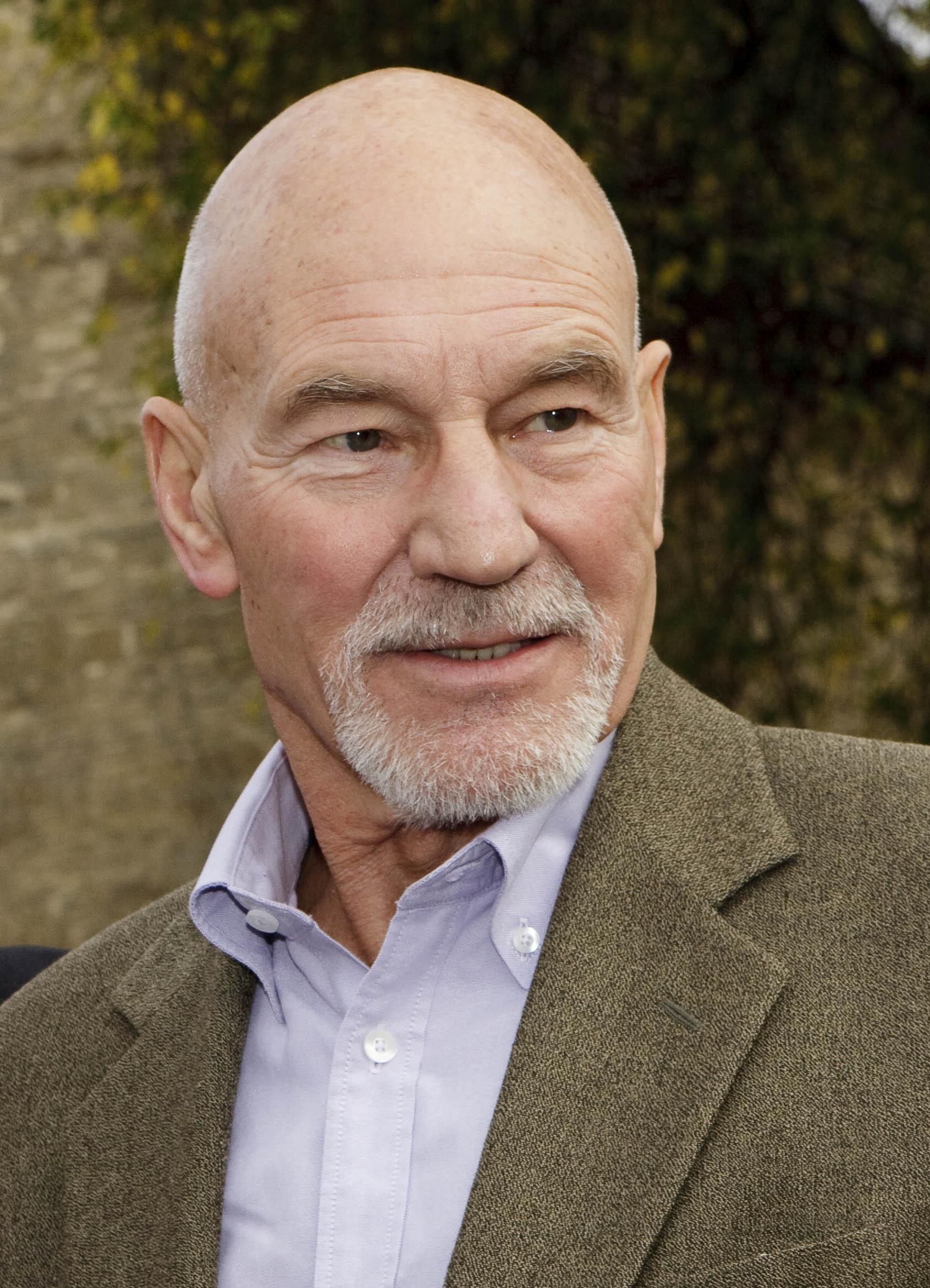
Patrick Stewart interprète le professeur Charles François Xavier

## Production

### Genèse et développement

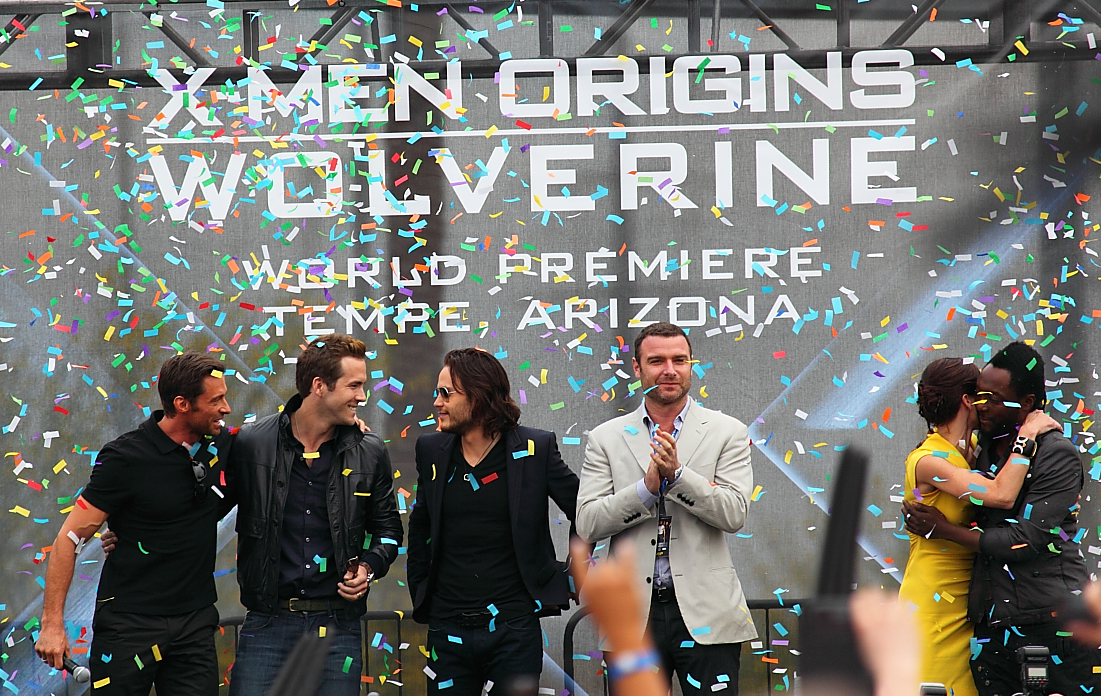
Hugh Jackman, Ryan Reynolds, Taylor Kitsch, Liev Schreiber, Lynn Collins et Will.i.am lors de la première du film à Tempe, en Arizona.

Après la sortie de X-Men : L'Affrontement final, il est prévu de sortir toutes une série de spin-off nommé X-Men Origins. En effet, l'histoire des mutants terminée, la dernière chose à explorer étant le passé. Si le premier film était consacré à Wolverine, un deuxième film devait quant à lui se centrer sur Magnéto. Mais à la suite de l'échec du premier, le projet est abandonné avec la série X-Men Origins. Toutefois, l'idée de ce deuxième film est intégrée à X-Men: Le Commencement.

### Attribution des rôles
Pour le rôle de Victor Creed, les premiers choix étaient Gerard Butler et Karl Urban.[réf. souhaitée]
Pour le rôle de Silver Fox, Michelle Monaghan fut la première actrice sollicitée avant Lynn Collins.[réf. souhaitée]
Le rôle de Stryker, le premier choix était Liev Schreiber (qui incarnera finalement Victor Creed) et ensuite Michael C. Hall.[réf. souhaitée] Liev Schreiber avait déjà joué aux côtés de Hugh Jackman dans le film Kate et Léopold.
Scott Porter était sollicité pour le rôle de Gambit.[réf. souhaitée]

### Tournage

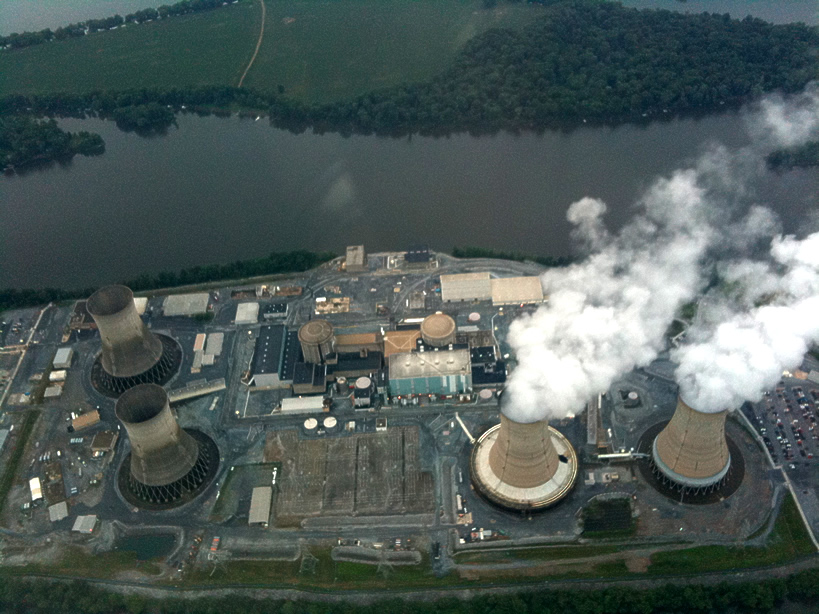
Centrale nucléaire de Three Mile Island.

Le tournage a eu lieu en Louisiane (La Nouvelle-Orléans, Shreveport), en Nouvelle-Zélande (Dunedin, Queenstown, lac Wakatipu), en Australie (Auburn, Sydney, île Cockatoo, lac Macquarie, Camden, Fox Studios Australia, Newcastle) et au Canada (Vancouver Film Studios, Colwood, Université de la Colombie-Britannique).
Le tournage a été difficile pour Gavin Hood, dont c'était le premier film à gros budget. Il révélera en 2013 qu'il avait commencé à travailler sur ce film alors que le scénario était encore en cours d'écriture. Hood précise aussi qu'il avait eu l'intention de faire de Wolverine un homme traumatisé par la guerre du Vietnam mais que les studios auraient rejeté cette idée, argumentant que, de toute façon, le public ne comprendrait pas cet aspect du film.

## Bande originale
Albums de Harry Gregson-Williams
Le Monde de Narnia : Le Prince Caspian
(2008) L'Attaque du métro 123
(2009)
Bandes originales de X-Men
X-Men : L'Affrontement final
(2006) X-Men : Le Commencement
(2011)
La musique du film X-Men Origins: Wolverine est entièrement composée par Harry Gregson-Williams en compagnie de Halli Cauthery et Christopher Willis pour la musique additionnelle. En revanche, elle a été mixée par Malcolm Luker, tramée par l’ingénieur en musique technique Costa Kotselas avec la participation de Martin Tillman sur le violoncelle électrique.
| Liste des titres | Liste des titres           | Liste des titres | Liste des titres | Liste des titres | Liste des titres | Liste des titres | Liste des titres | Liste des titres | Liste des titres |
| No               | Titre                      | Durée            |                  |                  |                  |                  |                  |                  |                  |
| ---------------- | -------------------------- | ---------------- | ---------------- | ---------------- | ---------------- | ---------------- | ---------------- | ---------------- | ---------------- |
| 1.               | Logan Through Time         | 4:16             |                  |                  |                  |                  |                  |                  |                  |
| 2.               | Special Privileges         | 1:58             |                  |                  |                  |                  |                  |                  |                  |
| 3.               | Lagos, Nigeria             | 5:10             |                  |                  |                  |                  |                  |                  |                  |
| 4.               | Wade Goes to Work          | 1:29             |                  |                  |                  |                  |                  |                  |                  |
| 5.               | Kayla                      | 2:50             |                  |                  |                  |                  |                  |                  |                  |
| 6.               | Victor Visits              | 2:05             |                  |                  |                  |                  |                  |                  |                  |
| 7.               | Adamantium                 | 4:17             |                  |                  |                  |                  |                  |                  |                  |
| 8.               | Agent Zero Comes for Logan | 3:06             |                  |                  |                  |                  |                  |                  |                  |
| 9.               | Logan Meets Gambit         | 4:36             |                  |                  |                  |                  |                  |                  |                  |
| 10.              | To the Islands             | 3:43             |                  |                  |                  |                  |                  |                  |                  |
| 11.              | Deadpool                   | 4:09             |                  |                  |                  |                  |                  |                  |                  |
| 12.              | The Towers Collapse        | 3:23             |                  |                  |                  |                  |                  |                  |                  |
| 13.              | Memories Lost              | 2:56             |                  |                  |                  |                  |                  |                  |                  |
| 14.              | …I’ll Find My Own Way      | 1:24             |                  |                  |                  |                  |                  |                  |                  |
| 45:22            |                            |                  |                  |                  |                  |                  |                  |                  |                  |

## Accueil

### Accueil critique
Le film a reçu un accueil critique mitigé, recueillant 37 % de critiques positives, avec une note moyenne de 5,1⁄10 et sur la base de 260 critiques collectées, sur le site agrégateur de critiques Rotten Tomatoes. Sur Metacritic, il obtient un score de 40⁄100 sur la base de 39 critiques collectées.
En France, le site Allociné propose une note moyenne de 2,3⁄5 à partir de l'interprétation de critiques provenant de 18 titres de presse.
Les critiques ultérieures le font souvent considérer comme le plus mauvais film de la saga X-Men,. La suite, Wolverine : Le Combat de l'immortel, fut souvent interprétée comme un reboot par rapport à X-Men Origins,.

### Box-office
Le film a connu un important succès commercial, rapportant environ 373 062 864 $ au box-office mondial, dont 179 883 157 $ en Amérique du Nord, pour un budget de 150 000 000 $. En France, il a réalisé 1 958 789 entrées.
| Pays ou région    | Box-office        | Date d'arrêt du box-office | Nombre de semaines |
| ----------------- | ----------------- | -------------------------- | ------------------ |
| États-Unis Canada | 179 883 157 $     | -                          | -                  |
| France            | 1 958 789 entrées | -                          | 10                 |
| Total mondial     | 373 062 864 $     | -                          | -                  |

## Distinctions
Entre 2009 et 2010, le film X-Men Origins: Wolverine a été sélectionné 24 fois dans diverses catégories et a remporté 3 récompenses.

### Récompenses
2009
- Prix Schmoes d'or 2009 : Golden Schmoes de la plus grande déception de l'année.
- Scream Awards 2009 : Scream Award du meilleur acteur dans un second rôle pour Ryan Reynolds.

2010
- Prix BMI du cinéma et de la télévision 2010 : Prix BMI de la meilleure musique de film pour Harry Gregson-Williams.

### Nominations
2009
- Prix IGN du cinéma d'été (IGN Summer Movie Awards) 2009 : Héros préféré pour Hugh Jackman dans le rôle de Wolverine.
- Prix du jeune public 2009 :
  - Meilleur vilain pour Liev Schreiber,
  - Révélation féminine de l'année pour Lynn Collins,
  - Révélation masculine de l'année pour Taylor Kitsch,
  - Meilleure crise de colère pour Hugh Jackman,
  - Meilleure scène de bagarre pour Hugh Jackman et Liev Schreiber (Wolverine et Victor Creed contre Arme XI).
- Prix Schmoes d'or 2009 : Pire film de l'année.
- Prix Scream 2009 : 
  - Meilleur film fantastique,
  - Meilleur acteur dans un film fantastique pour Hugh Jackman,
  - Meilleur acteur dans un second rôle pour Taylor Kitsch,
  - Meilleure révélation masculine pour Taylor Kitsch,
  - Meilleure révélation masculine pour Will.i.am,
  - Meilleur méchant pour Liev Schreiber,
  - Meilleure scène de combat de l'année pour Hugh Jackman, Liev Schreiber et Ryan Reynolds.

2010
- Académie des films de science-fiction, fantastique et d'horreur - Prix Saturn 2010 :
  - Meilleur film de science-fiction,
  - Meilleure version DVD / Blu-Ray édition spéciale pour l'édition spéciale de deux disques.
- MTV - Prix du film et de la télévision 2010 : Meilleur combat pour Hugh Jackman, Liev Schreiber et Ryan Reynolds.
- Prix du choix des enfants 2010 : Film préféré.
- Prix du public 2010 : Equipe à l'écran préférée pour Hugh Jackman, Liev Schreiber, Taylor Kitsch, Dominic Monaghan, Daniel Henney, Will.i.am et Ryan Reynolds.
- Prix SFX (SFX Awards) 2010 : Meilleur acteur pour Hugh Jackman.
- Taurus - Prix mondiaux des cascades 2010 : Meilleure cascade automobile pour Shea Adams, Robert Jones et Chris Mitchell.

## Autour du film

### Comparaison avec lescomicset les films précédents
(août 2023).
- Si vous ne connaissez pas le sujet, laissez ce bandeau (vous pouvez alors contacter les auteurs).
- Si vous supprimez le contenu mis en cause (vous pouvez préalablement contacter les auteurs),

argumentez précisément cette suppression dans la page de discussion
(un manque de référence n'est pas un argument ; une recherche réelle de référence doit avoir été effectuée, être formellement documentée).
Dans la séquence pré-générique, le scénario est inspiré du premier numéro de Wolverine Origins (par Paul Jenkins et Andy Kubert) sur la jeunesse du mutant canadien. Dans le film Victor Creed apparaît comme le demi-frère de Wolverine. Cependant, dans le comics, Creed et le demi-frère de Wolverine sont deux personnages différents. Wolverine perd la mémoire, il ne le saura jamais dans la trilogie des films X-Men. Ce lien fraternel est uniquement valable pour ce film.
Concernant l’acquisition de son squelette d’adamantium, le film suit la trame de Weapon X (par Barry Windsor-Smith) mais fait intervenir la perte de mémoire de Wolverine bien après l’implantation du métal. Dans X-Men et X-Men 2, l'effacement de la mémoire de Wolverine était dû à l'opération d'injection.
D’autres personnages divergent davantage de leur version dans les comics.
Deadpool, en particulier, possède, dans le film, des pouvoirs très différents de sa version de l’univers Marvel (reçus par l'injection de l'ADN de mutants capturés par Stryker) et son costume n'est pas le même que dans le comics, qui fait plus fantastique et même s'il est doté de réflexes et d'une rapidité surhumains (en tant que capacités et non en tant que pouvoirs). Il est à noter que, dans le film, ses capacités sont supérieures à sa version comics. Il n'a jamais fait équipe avec Wolverine au sein d'une équipe de l'Arme X. Même l’origine de son nom change. Par ailleurs, sa pansexualité n'a pas non plus été reprise. Il conserve cependant ses bavardages exaspérants et est conscient d’être un personnage de fiction comme dans les comics.
L'Agent Zero est d'origine asiatique dans le film alors qu'il est présenté comme caucasien dans les comics et n'est pas pourvu d'une rapidité et de réflexes surhumains à l'origine. Gambit n'a pas connu Wolverine à cette époque, idem pour Cyclope qui, en plus, n'a jamais été prisonnier de l'Arme X[réf. nécessaire].
Lorsque la plaque d’identité de Wolverine est gravée, la forme et le no  ont été modifiés par rapport à X-Men : 45825243 T78 A. Dans le premier film, seule la première série de chiffres était visible[réf. nécessaire].

### Divers
La moto de Wolverine est une Harley-Davidson Panhead de 1948.
Le revolver que Stryker utilise contre Logan est un Ruger Redhawk .
Lors de la promotion du film Deadpool, Ryan Reynolds évoqua, durant une interview du magazine People, l'expérience frustrante que fut pour lui le tournage de X-Men Origins: Wolverine. Reynolds était déjà lié à l'époque à un futur film sur l'antihéros de Marvel, mais il devait accepter de jouer sous la direction de Gavin Hood afin de rester en tête de liste : « J'étais déjà lié au film Deadpool, mais on n'avait pas encore de script à l'époque. Origins est arrivé, et on m'a plus ou moins dit : "Joue Deadpool dans ce film ou on donnera le rôle à quelqu'un d'autre" ». Par la suite et toujours selon lui, il a dû écrire lui-même ses scènes de dialogues, à cause de la grève des scénaristes américains de 2007-2008, il s'est également plaint du non-respect du personnage par rapport à la personnalité de celui-ci dans le film et au traitement qu'il lui a été accordé : « Nous étions en cours de production, il n'y avait pas de scénariste, rien. Chaque ligne de dialogue, je l'ai écrite moi-même, parce que dans le script, la seule chose qui était écrite c'était "Wade Wilson arrive, il parle très vite"... Qu'est-ce que j'étais censé faire avec ça ? ».

### Séquences supplémentaires
Après le générique de fin, trois séquences sont à découvrir : 
- La première : Stryker, sous l'influence de Kayla, marche sans discontinuer jusqu’à ce qu’il soit rejoint par un véhicule militaire américain ; l’un des passagers lui annonce qu’il est cité à comparaitre dans l'enquête sur le meurtre du Général Munson, qui avait fait annuler son projet d'Arme XI.
- La deuxième : Wolverine est dans un bar au Japon, entourés de verres vides et commandant un autre whisky. La serveuse lui demande (en japonais dans le texte) : « Vous buvez pour oublier ? ». Il secoue la tête et répond : « Je bois pour me souvenir. ». C'est cette seconde scène qui fut projetée au cinéma lors du générique de fin, cependant elle a été remplacée par la scène avec Deadpool sur le DVD car il était question qu'un film centré sur ce mutant soit réalisé. Le film Deadpool est sorti en 2016 au cinéma, mais ne fait pas suite à ce film.
- La troisième : sur l’île de Three Mile Island, la centrale est un tas de ruines d’où émerge le sabre de Deadpool. Dans son prolongement, le bras de Deadpool où la lame va se loger, après quoi sa main tâtonne jusqu’à trouver l’objet qu’elle cherchait : la tête décapitée de son propriétaire. La main caresse la tête. Soudain les yeux s’ouvrent et Deadpool siffle « Chuuuuuutt ! ». C'est cette scène qui se trouve à la fin du générique sur le DVD.